# Hugh Lee Pattinson
Pour les articles homonymes, voir Pattinson.
Hugh Lee Pattinson (Alston (Cumbria), 25 décembre 1796 - ?, 11 novembre 1858) est un chimiste, industriel et photographe britannique.

## Biographie

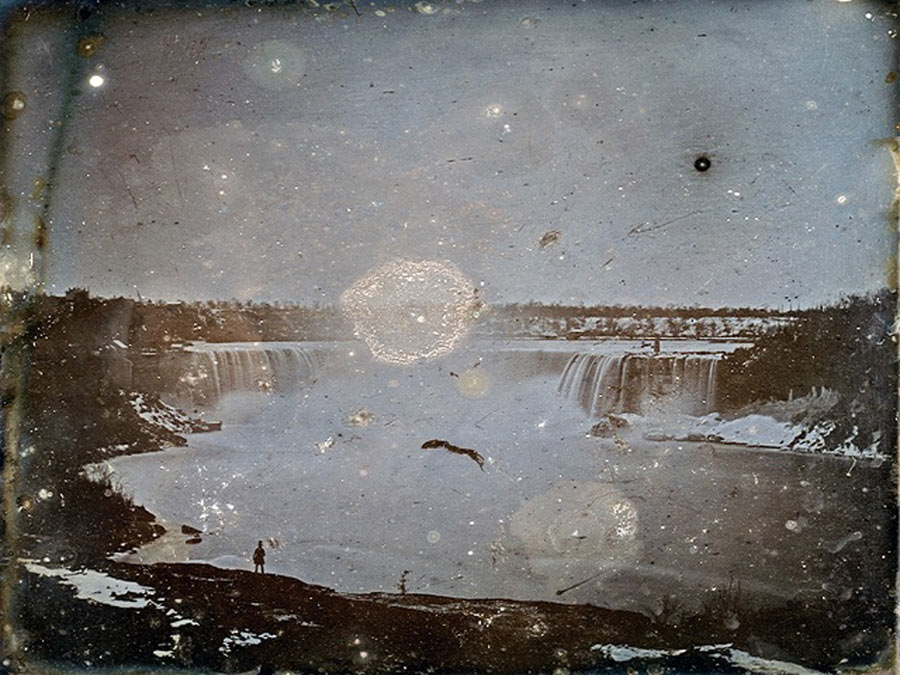
Chutes du Nigara

En tant qu'industriel audacieux, Hugh Lee Pattinson s'associe notamment avec Isaac Lowthian Bell et le fabricant de câble Robert Stirling Newall.
Pattinson est détenteur de divers brevets, mais il demeure reconnu essentiellement pour ses daguerréotypes produits dès 1840 et notamment ses photos des chutes du Niagara.

## Source
- (en) Cet article est partiellement ou en totalité issu de l’article de Wikipédia en anglais intitulé « Hugh Lee Pattinson » (voir la liste des auteurs).